# Reda Slim
Reda Slim, né le 5 octobre 1999 à Casablanca, est un footballeur marocain évoluant au poste d'attaquant aux FAR Rabat, en prêt d'Al Ahly SC.

## Biographie

### En club

#### Formation aux FAR de Rabat
Reda Slim pratique le football dès son plus jeune âge dans sa ville natale à Casablanca. Il joue avec ses amis au quartier avant d'être repéré par les recruteurs des FAR de Rabat. Il évoluera avec depuis les U14 des FAR de Rabat jusqu'au U17 avant de rejoindre le Raja de Casablanca. Puis après deux années en U18 et U19 du Raja de Casablanca, il rejoindra les FAR de Rabat. En faisant de bonnes prestations en équipe B, il intègrera régulièrement les listes de l'équipe A des FAR de Rabat.
Le 24 septembre 2019, à l'occasion d'un match de Coupe du Maroc opposant les FAR de Rabat contre le Wydad Athletic Club, il fait son entrée en jeu à sept minutes de la fin. Lors de son entrée, il marque deux buts et qualifie son équipe dans le tour suivant de la Coupe du Maroc (victoire, 1-3).
Le 26 octobre 2019, il fait ses débuts professionnels en championnat du Maroc lors d'un derby face aux FUS Rabat (victoire, 4-2). Lors de sa première saison (2018/19), il fait deux entrées en jeu en Botola Pro et deux autres en Coupe du Maroc.
En fin 2019, Abderrahim Taleb, réputé pour être un entraîneur donnant la chance aux jeunes joueurs, est nommé nouvel entraîneur des FAR de Rabat. Il convoque Reda Slim pour un match de championnat contre le MAT Tétouan. Cependant, Reda Slim ne fait aucune entrée en jeu. Le 14 mai 2022, il remporte la Coupe du Maroc après une victoire de 3-0 au Stade Adrar d'Agadir face au Moghreb de Tetouan.

### En sélection
En décembre 2020, il est convoqué par Houcine Ammouta pour un stage de préparation face à l'équipe de Guinée (victoire, 2-1).
Mi-janvier 2021, il figure sur la liste définitive de l'équipe du Maroc A' pour prendre part au championnat d'Afrique, sous les commandes de l'entraîneur Houcine Ammouta. Lors de la compétition, il fait son entrée en jeu face à la Zambie.
Le 28 juillet 2022, il est convoqué par le sélectionneur Hicham Dmii pour un stage de préparation avec l'équipe du Maroc A', figurant sur une liste de 23 joueurs qui prendront part aux Jeux de la solidarité islamique en août 2022.

## Style de jeu
Reda Slim peut jouer à tous les postes de l'attaque (gauche, droite, pointe ou soutien) alliant vitesse et technicité, bien qu'il soit un milieu offensif de formation. Il sait particulièrement bien exploiter l'espace dans le dos des adversaires selon Abderrahim Taleb, son entraîneur au FAR de Rabat, notamment grâce à sa vitesse de course, mais aussi grâce à la qualité technique de ses dribbles, y compris en sprintant.

## Statistiques

### Statistiques détaillées
| Saison                | Club                  | Championnat           | Championnat | Championnat | Championnat | Coupe(s) nationale(s) | Coupe(s) nationale(s) | Coupe(s) nationale(s) | Compétition(s) continentale(s) | Compétition(s) continentale(s) | Compétition(s) continentale(s) | Compétition(s) continentale(s) | Total | Total | Total |
| Saison                | Club                  | Division              | M.          | B.          | P.d.        | M.                    | B.                    | P.d.                  | Comp.                          | M.                             | B.                             | P.d.                           | M.    | B.    | P.d.  |
| 2018-2019             | FAR de Rabat          | Botola Pro            | 0           | 0           | 0           | 2                     | 2                     | 0                     | -                              | -                              | -                              | -                              | 2     | 2     | 0     |
| 2019-2020             | FAR de Rabat          | Botola Pro            | 17          | 3           | 2           | -                     | -                     | -                     | -                              | -                              | -                              | -                              | 17    | 3     | 2     |
| 2020-2021             | FAR de Rabat          | Botola Pro            | 25          | 6           | 8           | 3                     | 1                     | 0                     | -                              | -                              | -                              | -                              | 28    | 7     | 8     |
| 2021-2022             | FAR de Rabat          | Botola Pro            | 17          | 5           | 1           | 1                     | 0                     | 0                     | C2                             | 2                              | 0                              | 0                              | 20    | 5     | 1     |
| Total sur la carrière | Total sur la carrière | Total sur la carrière | 59          | 14          | 11          | 6                     | 3                     | 0                     | -                              | 2                              | 0                              | 0                              | 67    | 17    | 11    |

### Statistiques en sélection
| 0 | Date            | Lieu                                        | Adversaire | Score | Résultats | Compétitions |
| - | --------------- | ------------------------------------------- | ---------- | ----- | --------- | ------------ |
| 1 | 31 janvier 2021 | Stade de la Réunification, Douala, Cameroun | Zambie A'  |       | 3-1       | CHAN 2020    |

## Palmarès

### En club
FAR de Rabat
- Champion du Maroc (1) :
  - Vainqueur : 2023
- Coupe du Maroc (1) :
  - Vainqueur : 2020.

 Al Ahly SC
- Championnat d'Égypte (2) :
  - Vainqueur : 2024 et 2025
- Coupe d'Égypte (1) :
  - Vainqueur : 2023
- Supercoupe d'Égypte (1) :
  - Vainqueur : 2024
- Ligue des Champions d'Afrique (1) :
  - Vainqueur : 2024
- Supercoupe d'Afrique :
  - Finaliste : 2023 et 2024

### En sélection
Maroc A'
- Championnat d'Afrique des nations (1) : 
  - Vainqueur : 2021.

### Distinctions personnelles
FAR de Rabat
- Meilleur espoir du Botola Pro de la saison: 2019–20[6].
- Meilleur joueur du Botola Pro de la saison: 2022–23
- Meilleur passeur du Botola Pro de la saison: 2022–23 (14 passes).